# Висла (футбольный клуб, Плоцк)
«Висла» (пол. Wisła Płock) — польский футбольный клуб из города Плоцка, основанный в 1947 году. В сезоне чемпионата Польши 2022/2023 клуб занял 16-е место в таблице и выбыл в Первую лигу впервые за 7 лет.
Высшим достижением является победа в национальном кубке сезона 2005/06. Трижды футболисты из Плоцка получали право принять участие в кубке УЕФА и трижды команда уступала во втором отборочном раунде турнира.
Среди известных игроков клуба вратарь Якуб Вежховский, этнический армянин Ваан Геворгян, Иренеуш Елень (участник ЧМ-2006 в составе сборной Польши), Славомир Пешко, Адриан Межеевский, а также Радослав Соболевский и Радослав Матусяк.
Домашний стадион: «Казимеж Гурский» (Плоцк). Вместимость — около 11 тысяч зрителей.

## История
В финале Кубка 2005/06 был обыгран «Заглембе» из города Люблин. Первый матч завершился со счётом 3:2, второй — 3:1.

### История названий
- 1947 — «Электрычность»
- 1950 — ЗС «Огниво»
- весна 1955 — ЗС «Спарта»
- осень 1955 — ПСК[1] «Висла»
- 1963 — ЗКС «Висла»
- 1992 — ЗКС «Петрохемия»
- 1999 — СК «Петро»
- 2000 — «Орлен»
- 2002 — ЗКС «Висла»

## Еврокубки
| Сезон                | Раунд                          | Страна         | Клуб                | Домашний матч | Матч в гостях | Общий счёт |
| -------------------- | ------------------------------ | -------------- | ------------------- | ------------- | ------------- | ---------- |
| Кубок УЕФА 2003/2004 | Первый квалификационный раунд. | Флаг Латвии    | Вентспилс           | 2:2           | 1:1           | 3:3        |
| Кубок УЕФА 2005/2006 | Второй квалификационный раунд. | Флаг Швейцарии | Грассхоппер         | 3:2           | 0:1           | 3:3        |
| Кубок УЕФА 2006/2007 | Второй квалификационный раунд. | Флаг Украины   | Черноморец (Одесса) | 1:1           | 0:0           | 1:1        |

## Достижения
- Обладатель Кубка Польши: 2006
- Финалист Кубка Польши: 2003
- Обладатель Суперкубка Польши: 2006

## Тренерский штаб
Согласно данным с официального сайта:
- Главный тренер: Павол Стано
- Ассистенты тренера: Норберт Гула, Лукаш Надольский, Дариуш Петрасяк
- Тренер вратарей: Мацей Сикорский, Даниэль Ивановски

## Главные тренеры
| Имя                                   | Гражданство               | Начало работы              | Конец работы               |
| Тадеуш Рутковский                     | Флаг Польши               | 1947                       | 1948                       |
| Стефан Святальский                    | Флаг Польши               | 1948                       | 1953                       |
| Здзислав Мусял, Еугениуш Бартошевский | Флаг Польши · Флаг Польши | 1954                       | 1957                       |
| Александер Чижевский                  | Флаг Польши               | февраль 1958               | декабрь 1958               |
| Юзеф Цецьвеж                          | Флаг Польши               | 1959                       | 1963                       |
| Лешек Гозьдзик                        | Флаг Польши               | 1963                       | 1963                       |
| Казимеж Дрыгальский                   | Флаг Польши               | 1963                       | 1967                       |
| Станислав Тымович                     | Флаг Польши               | июль 1967                  | июнь 1971                  |
| Игнаций Урбан                         | Флаг Польши               | июль 1971                  | сентябрь 1972              |
| Войцех Пшибылиньский                  | Флаг Польши               | сентябрь 1972              | май 1976                   |
| Станислав Тымович                     | Флаг Польши               | май 1976                   | сентябрь 1976              |
| Юранд Лубавый                         | Флаг Польши               | сентябрь 1976              | ноябрь 1976                |
| Януш Валчак                           | Флаг Польши               | январь 1977                | июнь 1977                  |
| Марек Следзяновский                   | Флаг Польши               | июль 1977                  | июнь 1978                  |
| Тадеуш Просовский                     | Флаг Польши               | июль 1978                  | апрель 1982                |
| Тадеуш Блажеевский                    | Флаг Польши               | апрель 1982                | июнь 1983                  |
| Антоний Херманович                    | Флаг Польши               | июль 1983                  | октябрь 1983               |
| Щепан Тарговский                      | Флаг Польши               | октябрь 1983               | декабрь 1983               |
| Ян Пешко                              | Флаг Польши               | январь 1984                | май 1984                   |
| Ян Франке                             | Флаг Польши               | май 1984                   | декабрь 1984               |
| Антоний Консевич                      | Флаг Польши               | январь 1985                | май 1986                   |
| Щепан Тарговский                      | Флаг Польши               | июнь 1986                  | июнь 1986                  |
| Витольд Соколовский                   | Флаг Польши               | июль 1986                  | ноябрь 1987                |
| Влодзимеж Душиньский                  | Флаг Польши               | декабрь 1987               | апрель 1988                |
| Гжегож Новачик                        | Флаг Польши               | май 1988                   | июнь 1988                  |
| Збигнев Коцёлек                       | Флаг Польши               | июль 1988                  | декабрь 1989               |
| Влодзимеж Маловейский                 | Флаг Польши               | январь 1990                | сентябрь 1992              |
| Гжегож Венерский                      | Флаг Польши               | сентябрь 1992              | ноябрь 1994                |
| Витольд Слабковский                   | Флаг Польши               | 10 ноября 1994             | 30 ноября 1994             |
| Уберт Костка                          | Флаг Польши               | декабрь 1994               | июнь 1995                  |
| Збигнев Стефаняк                      | Флаг Польши               | июль 1995                  | сентябрь 1995              |
| Гжегож Венерский                      | Флаг Польши               | октябрь 1995               | октябрь 1995               |
| Веслав Войно                          | Флаг Польши               | октябрь 1995               | июнь 1996                  |
| Лешек Харабаш                         | Флаг Польши               | июль 1996                  | июнь 1997                  |
| Богуслав Качмарек                     | Флаг Польши               | июль 1997                  | май 1998                   |
| Тадеуш Просовский                     | Флаг Польши               | 5 июня 1998                | 30 июня 1998               |
| Ежи Машталер                          | Флаг Польши               | июль 1998                  | сентябрь 1998              |
| Щепан Тарговский                      | Флаг Польши               | октябрь 1998               | ноябрь 1998                |
| Ежи Касалик                           | Флаг Польши               | декабрь 1998               | август 1999                |
| Щепан Тарговский                      | Флаг Польши               | 1 сентября 1999            | 8 сентября 1999            |
| Адам Топольский                       | Флаг Польши               | 8 сентября 1999            | 2 апреля 2000              |
| Альбин Микульский                     | Флаг Польши               | май 2000                   | октябрь 2000               |
| Януш Кубот                            | Флаг Польши               | 23 октября 2000            | 30 ноября 2000             |
| Дариуш Вдовчик                        | Флаг Польши               | декабрь 2000               | апрель 2001                |
| Анджей Висневский                     | Флаг Польши               | май 2001                   | сентябрь 2001              |
| Януш Кубот                            | Флаг Польши               | в матче «Орлен» — «Хетман» | в матче «Орлен» — «Хетман» |
| Веслав Войно                          | Флаг Польши               | октябрь 2001               | март 2002                  |
| Мечислав Бронишевский                 | Флаг Польши               | март 2002                  | март 2003                  |
| Дариуш Яновский                       | Флаг Польши               | март 2003                  | июнь 2003                  |
| Мирослав Яблоньский                   | Флаг Польши               | 15 апреля 2003             | 2 ноября 2005              |
| Йозеф Цсаплар                         | Флаг Чехии                | 2 ноября 2005              | 23 апреля 2007             |
| Пшемыслав Цехеж, Мирослав Милевский   | Флаг Польши · Флаг Польши | 23 апреля 2007             | 30 апреля 2007             |
| Чеслав Яколцевич                      | Флаг Польши               | 30 апреля 2007             | 15 октября 2007            |
| Мариуш Бекас, Мирослав Милевский      | Флаг Польши · Флаг Польши | 15 октября 2007            | 19 ноября 2007             |
| Лешек Ойжиньский                      | Флаг Польши               | 19 октября 2007            | 1 мая 2008                 |
| Мариуш Бекас                          | Флаг Польши               | 1 мая 2008                 | 2 июня 2008                |
| Мирослав Яблоньский                   | Флаг Польши               | 2 июня 2008                | 10 ноября 2008             |
| Пётр Щехович                          | Флаг Польши               | 10 ноября 2008             | 17 апреля 2009             |
| Влодзимеж Тылак                       | Флаг Польши               | 17 апреля 2009             | 22 июня 2009               |
| Дариуш Кубицкий                       | Флаг Польши               | 22 июня 2009               | 12 октября 2009            |
| Ян Зломаньчук                         | Флаг Польши               | 12 октября 2009            | 7 сентября 2010            |
| Гжегож Венерский                      | Флаг Польши               | 7 сентября 2010            | 9 сентября 2010            |
| Ярослав Арашкевич                     | Флаг Польши               | 9 сентября 2010            |                            |

## Руководство клуба
- Президент: Яцек Крушевский
- Вице-президент: Гжегож Кемпиньский

## Президенты
| Имя                 | Гражданство | Начало работы   | Конец работы    |
| Мечислав Доробек    | Флаг Польши | 1947            | 1949            |
| Мечислав Гарлицкий  | Флаг Польши | 1949            | 1950            |
| Игнаций Кашубский   | Флаг Польши | 1950            | 1952            |
| Дамьян Якубяк       | Флаг Польши | 1952            | 1954            |
| Ян Бартошевский     | Флаг Польши | 1954            | 1958            |
| Здзислав Мусял      | Флаг Польши | 1958            | 1963            |
| Чеслав Янкевич      | Флаг Польши | 1963            | 1970            |
| Анджей Воронецкий   | Флаг Польши | 1970            | 1973            |
| Чеслав Янкевич      | Флаг Польши | 1973            | 1977            |
| Челсав Доласиньский | Флаг Польши | 1977            | 1980            |
| Зигмунт Липиньский  | Флаг Польши | 1980            | 1984            |
| Хенрик Рыбак        | Флаг Польши | 1984            | 1990            |
| Казимеж Кужай       | Флаг Польши | 1991            | 1992            |
| ...                 |             |                 |                 |
| Мирослав Тыбурский  | Флаг Польши | 1 октября 1997  | 31 января 1999  |
| Кшиштоф Гавловский  | Флаг Польши | 16 января 1999  | 1 февраля 2001  |
| Кшиштоф Дмошиньский | Флаг Польши | 1 февраля 2001  | 30 июня 2001    |
| Анджей Пилимон      | Флаг Польши | 1 июля 2001     | 30 июня 2002    |
| Кшиштоф Дмошиньский | Флаг Польши | 17 февраля 2002 | 16 апреля 2007  |
| Марек Яницкий       | Флаг Польши | 16 апреля 2007  | 31 декабря 2007 |
| вакантно            |             | 1 января 2008   | 8 января 2008   |
| Кшиштоф Ганц        | Флаг Польши | 8 января 2008   | 3 июня 2008     |
| Гжегож Кемпиньский  | Флаг Польши | 3 июня 2008     | 27 июня 2008    |
| вакантно            |             | 27 июня 2008    | 31 июля 2008    |
| Пётр Кубера         | Флаг Польши | 1 августа 2008  | 31 октября 2008 |
| Януш Матусяк        | Флаг Польши | 1 ноября 2008   | 31 декабря 2008 |
| Ежи Ожуг            | Флаг Польши | 1 января 2009   | 6 июля 2010     |
| Збигнев Лещиньский  | Флаг Польши | 6 июля 2010     | 19 января 2011  |
| Щепан Тарговский    | Флаг Польши | 20 января 2011  | 1 февраля 2011  |
| Кшиштоф Дмошиньский | Флаг Польши | 1 февраля 2001  | поныне          |

## Форма

### Домашняя
| 2014/15 | 2015/16 | 2016/17 | 2018/19 | 2020/21 | 2021/22 | 2022/23 | 2023/24 |

### Гостевая
| 2014/15 | 2015/16 | 2016/17 | 2017/18 | 2019/20 | 2021/22 | 2022/23 | 2023/24 |

### Резервная
| 2016/17 | 2017/18 | 2020/21 | 2021/22 | 2023/24 |

Источники:,